# Depistaggio
Il depistaggio è una manovra diversiva, foriera di un errore logico che distoglie l'attenzione dall'argomento in trattazione per produrre conclusioni fuorvianti. 

## Nella criminologia
In criminologia "avviene quando si producono delle tracce nella scena criminis per deviare il sospetto dal reale responsabile del crimine".
A fronte delle "pratiche di depistaggio, disinformazione, «avvertimento» ai testi, messe in atto nei passati decenni" in Italia, le sedi parlamentari erano state rese avvedute della necessità di coprire gli spazi lasciati liberi dalla normativa codicistica, soprattutto alla luce dell'utilizzo strumentale della richiesta di rendere dichiarazioni dinanzi alle commissioni d'inchiesta.
Pertanto, anche in dottrina, era stata considerata impellente «l'esigenza di ristrutturare il favoreggiamento in termini tali da sanzionare la relativa condotta, indipendentemente dal soggetto che ne riceva vantaggio. Il nuovo reato di "ostruzione alla Giustizia", che così si profilerebbe, dovrebbe colpire gli aiuti illeciti forniti per favorire non soltanto l'imputato, ma anche l'accusa pubblica o privata. È chiaro come una norma siffatta sarebbe funzionale a reprimere quelle insidiose condotte di "depistaggio" che, in un sistema democratico, non possono rimanere penalmente irrilevanti neanche se compiute in favore dell'accusa».

## Nel diritto
Rispetto al reato di cospirazione, con cui nel diritto anglosassone si persegue una parte di tale condotta, il depistaggio previsto nel diritto italiano copre alcune condotte che dolosamente intralciano la corretta amministrazione della giustizia.
In Italia la legge 11 luglio 2016, n. 133, costituisce nuova fattispecie di reato; infatti la norma novellando l'art. 375 del codice penale italiano, ne ha riformulato il contenuto. Approvato dalla Camera il 5 luglio 2016, l'articolo 1 del ddl sostituisce l'art. 375 del codice penale, relativo alle circostanze aggravanti dei delitti di falsità processuale, il quale punisce con la reclusione da 3 a 8 anni il pubblico ufficiale o l'incaricato di pubblico servizio che ostacola o svia un'indagine o un processo penale. Il nuovo reato è aggravato quando il fatto è commesso mediante distruzione, occultamento, alterazione, di un documento o di una prova utile all'accertamento del reato. Se il fatto è inerente procedimenti penali relativi ad alcuni reati gravi come la strage si applica la pena della reclusione fino a 12 anni. La pena è diminuita dalla metà a due terzi se l'autore del fatto si attiva per ripristinare lo stato delle prove, evita il prosieguo dell'attività delittuosa e collabora con l'autorità. 
L'art. 375 dispone:
a) immuta artificiosamente il corpo del reato ovvero lo stato dei luoghi, delle cose o delle persone connessi al reato; 
b) richiesto dall'autorità giudiziaria o dalla polizia giudiziaria di fornire informazioni in un procedimento penale, afferma il falso o nega il vero, ovvero tace, in tutto o in parte, ciò che sa intorno ai fatti sui quali viene sentito.»
La legge inserisce poi nell'articolo 383-bis codice penale le circostanze aggravanti di depistaggio e di delitti contro l'amministrazione della giustizia prevedendo la pena della reclusione da 4 a 20 anni.
L'articolo 3 modifica l'art. 376 c.p. introducendo la non punibilità del colpevole che ritratti e confessi il vero entro la fine del procedimento.
Aggravanti
L'articolo 1 della legge modifica invece il primo comma dell'art. 374 del codice penale aumentando fino a 5 anni la pena della reclusione per il reato di frode processuale nell'ambito di un procedimento civile o amministrativo.

## Nella letteratura
Noto in ambiente letterario anglosassone come aringa rossa, viene utilizzato anche come risorsa narrativa per indurre lettori o personaggi a seguire una pista che li allontana dalla verità. Il termine deriva dalla pratica di usare aringhe, non più fresche e quindi con gli occhi rossastri, per depistare il fiuto dei cani durante l'addestramento nella caccia alla volpe.